# Episodi di Feed the Beast
La prima stagione ed unica stagione della serie televisiva Feed the Beast, composta da 10 episodi, è stata trasmessa negli Stati Uniti sull'emittente televisiva AMC dal 5 giugno al 2 agosto 2016. 
In Italia, è stata resa interamente disponibile sul servizio on demand TIMvision il 17 gennaio 2017.
| nº | Titolo originale   | Titolo italiano                      | Prima TV USA   | Pubblicazione Italia |
| -- | ------------------ | ------------------------------------ | -------------- | -------------------- |
| 1  | Pilot Light        | La nuova vita                        | 5 giugno 2016  | 17 gennaio 2017      |
| 2  | Father of the Year | Rapporti complicati                  | 7 giugno 2016  | 17 gennaio 2017      |
| 3  | Screw You, Randy   | A muso duro                          | 14 giugno 2016 | 17 gennaio 2017      |
| 4  | Secret Sauce       | Chi ha paura della fatina dei denti? | 21 giugno 2016 | 17 gennaio 2017      |
| 5  | Gimme a T          | Il compleanno di Rie                 | 28 giugno 2016 | 17 gennaio 2017      |
| 6  | The Wild West      | Il selvaggio West                    | 5 luglio 2016  | 17 gennaio 2017      |
| 7  | Tabula Rasa        | Tabula rasa                          | 12 luglio 2016 | 17 gennaio 2017      |
| 8  | In Lies the Truth  | Pugni nello stomaco                  | 19 luglio 2016 | 17 gennaio 2017      |
| 9  | Be My Baby         | È mio figlio?                        | 26 luglio 2016 | 17 gennaio 2017      |
| 10 | Fire               | Pericoli                             | 2 agosto 2016  | 17 gennaio 2017      |